# ادوین هابل
ادوین پاول هابل (به انگلیسی: Edwin Powell Hubble) اخترشناس آمریکایی (۱۸۸۹–۱۹۵۳) کسی بود که ثابت کرد برخی از سحابی‌های بیضی شکلی که در آسمان دیده می‌شوند، کهکشان‌هایی هستند که در فاصله‌ای بسیار دور از کهکشان ما قرار دارند.
هابل در سال ۱۹۵۳ بر اثر سکته قلبی درگذشت و همسرش به دلایلی که همچنان در هاله‌ای از ابهام مانده از برگزاری مراسم تشییع جنازه او خودداری کرد و به کسی هم نگفت که بر سر جنازه هابل چه آورد.

## زندگی
ادوین پاول هابل در سال ۱۸۸۹ در مارشفیلد واقع در ایالت میسوری آمریکا متولد شد. هابل در آکسفورد در رشته حقوق تحصیل کرد. او به قانون مدنی بریتانیا علاقه‌مند بود زیرا خانواده‌اش سال‌ها پیش از انگلیس به آمریکا مهاجرت کرده بودند. او سه سال را در آکسفورد گذراند. هابل در سال ۱۹۱۳ در لوئیزویل واقع در ایالت کنتاکی دفتر وکالت گشود. پس از مدت کوتاهی دریافت که نمی‌تواند وکیل باشد و به دانشگاه شیکاگو بازگشت. آنجا برای بار دیگر تحصیل در رشته ستاره‌شناسی را آغاز کرد. او کسی است که نخستین طبقه‌بندی را از شکل کهکشان‌ها ارائه کرد. طبقه‌بندی او تا مدت‌ها توسط اخترشناسان مورد استفاده بود. ادوین هابل برای نخستین بار رابطه‌ای میان سرعت و فاصلهٔ کهکشان‌ها بدست آورد که می‌توانست مقیاسی از عالم را نتیجه دهد.
ادوین هابل با ابزار و وسائل موجود در رصدخانه دانشگاه به آسمان شب نگاه می‌کرد. تحقیقات او این پرسش اصلی که ستاره‌شناسان پاسخی برای آن نداشتند را نیز در بر می‌گرفت: سحاب چیست؟ آن طور که هابل توضیح می‌دهد سحاب یک واژه تخصصی در علم ستاره‌شناسی است که قرن‌ها قدمت دارد. سحاب نامی بود که به مناطق دائماً ابری در خارج از منظومه شمسی گفته می‌شد. برخی ستاره‌شناسان تصور می‌کردند سحاب‌ها بخشی از کهکشان راه شیری هستند برخی دیگر می‌گفتند سحاب‌ها جهان‌های جزیره مانندی در مناطقی دوردست در فضا هستند. هابل در تحقیق علمی خود گفت: این مسئله تنها از طریق ابزار قوی‌تری قابل بررسی است که هنوز اختراع نشده‌است.
در سال ۱۹۱۷ که ایالات متحده درگیر جنگ جهانی اول در اروپا بود. ادوین هابل به ارتش آمریکا پیوست و در فرانسه خدمت کرد. پیش از این، ستاره‌شناسی به نام جرج الری هیل شغلی را در رصدخانه مونت ویلسون در کالیفرنیای جنوبی به هابل پیشنهاد کرده بود. هنگامی که هابل پس از جنگ جهانی اول به آمریکا بازگشت، پیشنهاد هیل را پذیرفت. او در آن زمان سی ساله بود و در آستانه شروع کاری بود که برای وی شهرتی جهانی را به همراه می‌آورد.
در مونت ویلسون هابل در نخستین رصد خود از تلسکوپی استفاده کرد که آینه‌ای با قطر ۱۵۲ سانتی‌متر داشت. او سوژه‌هایی را در درون کهکشان زمین مشاهده کرد و دربارهٔ سحابی‌ها به کشف مهمی نائل شد. هابل گفت نوری که از سحاب‌ها می‌تابد در واقع از ستارگان نزدیک آن‌ها ناشی می‌شود. به گفته هابل سحاب ابری از اتم و غبار است. سحاب‌ها مانند ستاره‌ها آنقدر گرم نیستند که بتوانند نور بتابانند.
کمی بعد هابل کار با یک تلسکوپ بزرگ‌تر و قوی‌تر را در مونت ویلسون آغاز کرد که آینه‌اش دویست و پنجاه سانتی‌متر قطر داشت. این قوی‌ترین تلسکوپ جهان برای مدت ۲۵ سال بود و قدرتی را که هابل برای کشفیاتش به آن نیاز داشت دارا بود. از سال ۱۹۲۲ ادوین هابل نقاط دورتری را مورد مطالعه قرار داد. نخستین کشف بزرگ او زمانی بود که یک ستاره متغیر را مشاهده کرد. ستاره‌های متغیر ستاره‌هایی هستند که روشنایی آن‌ها در دوره‌های زمانی مشخص تغییر می‌کند. هنریتا لیویت ستاره‌شناسی در کالج هاروارد، ثابت کرد که این دوره‌های زمانی می‌تواند برای اندازه‌گیری فاصله یک ستاره تا زمین مورد استفاده قرار گیرد. کشف هابل به مناقشات طولانی پایان داد. هابل ثابت کرد که نظریه قرارگیری سحاب در درون کهکشان راه شیری اشتباه است. او همچنین ثابت کرد که سحاب‌ها خود کهکشان هستند. ستاره‌شناسان اکنون باور دارند که کهکشان‌های دور دست به واقع وجود دارند.
هابل سپس به کاوش بیشتر دربارهٔ جزئیات کهکشان‌ها، شکل و روشنایی آن‌ها پرداخت. تا سال ۱۹۲۵ آنقدر آزمایش و مطالعه کرده بود که توانست بگوید جهان از کهکشان‌هایی با شکل‌ها و اندازه‌های مختلف تشکیل شده‌است.
به گفته هابل، همان‌طور که ستاره‌ها با یکدیگر فرق دارند، کهکشان‌ها هم متفاوت هستند، برخی کهکشان‌ها مثل راه شیری و آندرومدا، مارپیچ هستند و برخی دیگر به توپ بیسبال یا تخم مرغ شباهت دارند. شماری دیگر هم شکل خاصی ندارند. هابل ساختاری را برای توصیف کهکشان‌ها از طریق شکل پیشنهاد کرد که امروزه نیز همچنان مورد استفاده است. او همچنین نشان داد که کهکشان‌ها از نظر ذرات درخشانی که دارند به هم شبیه هستند.
به گفته هابل تمامی کهکشان‌ها به هم مرتبط هستند همان‌طور که اعضای یک خانواده به هم ارتباط دارند. در اواخر دهه ۱۹۲۰ هابل حرکت کهکشان‌ها در فضا را مورد مطالعه قرار داد.
در نهایت تحقیقات او منجر به کشف انبساط جهان، مهم‌ترین کشف نجومی قرن بیستم شد. البته پیش از آن وی.ام. سیلفر مطالعاتی را دربارهٔ حرکت کهکشان‌ها انجام داده بود. هابل یافته‌های خود مبنی بر انبساط کیهان را در سال ۱۹۲۹ انتشار داد. او کشف کرد که کهکشان‌ها با سرعتی بین ۳۰۰ تا ۱۸۰۰ کیلومتر در ثانیه از زمین دور می‌شوند. هابل به اهمیت یافته‌های سیلفر پی برد. او طرحی را برای اندازه‌گیری فاصله و سرعت کهکشان‌های مختلف در نظر گرفت و با کمک دستیارش حرکت کهکشان‌ها را اندازه‌گیری کرد.
مطالعه روی چهل و شش کهکشان به هابل نشان داد که کهکشان‌ها در حال حرکت و دور شدن از زمین هستند و سرعت حرکت آن‌ها به‌طور مستقیم به فاصله آن کهکشان از زمین مرتبط است. هابل کشف کرد که هرقدر کهکشانی از زمین دورتر باشد سرعتش بیشتر است. این قانون علمی «قانون هابل» نامیده می‌شود. کشف هابل تغییر عمده‌ای را در درک ما از هستی به وجود آورد.
جهان از زمان پیدایش تاکنون دستخوش تغییر و دگرگونی بوده‌است و به گفته هابل این مسئله به این معنی است که همه چیز احتمالاً با یک انفجار عظیم آغاز شده‌است. از این انفجار اغلب با نام «بیگ‌بنگ» یاد می‌شود. کار هابل با این کشف پایان نیافت. او به مطالعه روی کهکشان‌ها ادامه داد و ستاره‌شناس‌هایی از سراسر جهان با او کار کردند.
ادوین هابل در میانه جنگ جهانی دوم رصدخانه مونت ویلسون را ترک کرد. او برای وزارت جنگ ایالات متحده کار و تحقیق می‌کرد. پس از آن اغلب اوقاتش را برای طراحی تلسکوپی بزرگ‌تر و جدیدتر در کالیفرنیای جنوبی صرف کرد. تلسکوپی که در ۱۹۴۹ تکمیل گردید و به یاد جرج الری هیل، به نام این ستاره‌شناس معروف نامگذاری شد.
ادوین هابل نخستین کسی بود که از تلسکوپ هیل استفاده کرد. او در سال ۱۹۵۳ هنگامی که آماده می‌شد تا برای چهار شب با این تلسکوپ به آسمان نگاه کند، از دنیا رفت.
آثار عمیق هابل بر کیهان‌شناسی رصدی غیرقابل انکار است. همانگونه که نیکولاس کوپرنیک در شناخت منظومه شمسی و ویلیام هرشل در شناخت کهکشان راه شیری تأثیر گذاشتند، ادوین هابل بر شناخت ما از عالم تأثیر گذاشت.
هابل با مشاهدات خود عنوان کرد که بسیاری از اجرام سحابی گونی که مشاهده می‌شوند، اجرامی هستند که بسیار بزرگ‌تر از اجرام داخل کهکشان راه شیری‌اند. او این اجرام را «جهان‌های جزیره‌ای» نامیده بود. در سال ۱۹۳۲ او موفق شد تا یک خوشهٔ کروی را در خارج از راه شیری و در ام۳۱ کشف کند و ثابت کرد که‌ام۳۱ کهکشانی مثل کهکشان ماست.
ادامهٔ پژوهش‌های هابل منجر به گشودن دریچه‌هایی جدید به کیهان‌شناسی شد: انبساط عالم، سن عالم، مهبانگ و چیزهای دیگر.
هابل از طریق مشاهدات خود و بررسی انتقال به سرخ کهکشان‌ها و مقایسهٔ آن‌ها با یکدیگر به این نتیجه رسید که کهکشان‌های دورتر با سرعت بیشتری در حال دور شدن هستند. این نتیجه را امروز به عنوان «قانون هابل» می‌شناسیم.
به پاس خدمات و تلاش‌های علمی ادوین هابل در اخترشناسی و خصوصاً کیهان‌شناسی، ۳۰ سال بعد از مرگش، نخستین تلسکوپ فضایی تاریخ را به یاد او «هابل» نامیدند.

## افتخارات
جوایز
- مدال بروس در ۱۹۳۸
- مدال فرانکلین در ۱۹۳۹
- مدال طلائی انجمن سلطنتی اختر شناسان در ۱۹۴۰
- جایزه مریت به خاطر مشارکت‌های بی‌نظیر در بالستیک در ۱۹۴۶.

به افتخار وی نام‌گذاری شده‌اند
- سیارک هابل ۲۰۶۹
- دهانه هابل در ماه
- تلسکوپ فضایی هابل